# Michael Poettoz
Michael Poettoz (* 21. August 1998 in Cali, Kolumbien) ist ein kolumbianisch-französischer Skirennläufer.

## Karriere
Poettoz wurde im Alter von 21 Monaten von einer französischen Familie adoptiert und wuchs in Arâches-la-Frasse auf. Er gab sein internationales Renndebüt am 11. Januar 2015 in Les Menuires. 2016 nahm er als erster Kolumbianer an Olympischen Jugend-Winterspielen teil. Jedoch erreichte er weder im Riesenslalom noch im Slalom das Ziel.
2017 trat Poettoz erstmals bei Weltmeisterschaften an. In St. Moritz belegte er jeweils im Riesenslalom und im Slalom den 53. Platz. Im darauffolgenden Jahr starte Poettoz bei den Olympischen Winterspielen in Pyeongchang, wobei ihm mit Rang 37 im Slalom ein Achtungserfolg gelang. Diese Leistungen konnte er bei den nachfolgenden Großereignissen halten bzw. noch steigern. So belegte er bei den Winterspielen in Peking den 31. Platz im Slalom.
Abgesehen von internationalen Großereignissen startet Poettoz hauptsächlich bei FIS-Rennen sowie vereinzelt im South American Cup.

## Erfolge

### Olympische Winterspiele
- Pyeongchang 2018: 37. Slalom, DNF Riesenslalom
- Peking 2022: 31. Riesenslalom, DNF Slalom

### Weltmeisterschaften
- St. Moritz 2017: 53. Riesenslalom, 53. Slalom
- Åre 2019: 44. Slalom, 48. Riesenslalom

### South American Cup
- 2 Platzierungen unter den besten 10

### Juniorenweltmeisterschaften
- Val di Fassa 2019: 42. Slalom, DNF Riesenslalom

### Olympische Jugend-Winterspiele
- Lillehammer 2016: DNF Riesenslalom, DNF Slalom